# Дангот, Эйтан
Эйтан Да́нгот (ивр. איתן דנגוט‎; полное имя: Эйтан Ицхак Данэль Дангот, ивр. איתן יצחק דנאל דנגוט‎; род. 16 августа 1960, Тель-Авив, Израиль) — генерал-майор запаса Армии обороны Израиля; в последней армейской должности: Координатор действий правительства на территориях (с 2009 по 2014 год).
Председатель Совета директоров израильской государственной компании «Томер» по разработке и производству ракетных двигателей с 2018 по 2022 год, Президент Объединения нефтегазопромышленников Израиля.

## Биография
Эйтан Дангот родился в 1960 году в Тель-Авиве, Израиль, в семье Йосефа и Яфы (урождённой Хутман). Семье отца Дангота, уроженца городка Межиричи, приехавшего в Израиль в 1948 году, удалось спастись от Холокоста, покинув городок в начале Второй мировой войны.

### Военная карьера
В 1978 году Дангот был призван на службу в Армии обороны Израиля.
Начал службу в артиллерийских войсках, исполнял различные командные должности, в том числе должность главного инструктора в Школе артиллерии. В 1982 году принял участие в Ливанской войне в качестве командира артиллерийской батареи дивизиона «Решеф» артиллерийской бригады «Амуд ха-Эш». Батарея под командованием Дангота была поставлена в подчинение воздушно-десантной бригады «Цанханим» и прошла боевой путь от высадки морским десантом в устье реки Аль-Авали близ города Сайда до захвата Бейрута.
С 1989 по 1990 год командовал батальоном «Решеф» артиллерийской бригады «Амуд Ха-Эш», затем возглавил командирские курсы артиллерийских войск.
В 1992 году был назначен военным атташе и представителем министерства обороны Израиля в Нидерландах.
С 1995 по 1997 год исполнял одновременно должности командира артиллерийского отделения в Центре учений сухопутных войск (ивр. באלי"ש‎) и начальника артиллерийского отдела Южного военного округа.
С 1997 года командовал Школой артиллерии (военная база «Шивта»), а в 1999 году был назначен главой Организационного департамента в Управлении планирования Генштаба армии.
В 2001 году был назначен начальником штаба (ивр. רמ"ט‎) Командования тыла. В этой должности, помимо прочего, возглавлял израильскую спасательную экспедицию в Кении после теракта в гостинице «Парадайз Хотел» в Момбасе 28 ноября 2002 года.
В 2004 году был назначен военным секретарём министра обороны Израиля, исполнял эту должность при министрах Шауле Мофазе, Амире Переце и Эхуде Бараке.
26 ноября 2009 года Данготу было присвоено звание генерал-майора, и он был назначен Координатором действий правительства на территориях, сменив на посту генерал-майора запаса Амоса Гилада. 29 января 2014 года Дангот окончил службу на данном посту и вышел в отпуск накануне выхода в запас из армии.

### После выхода в запас
В 2016 году Дангот был назначен главой Администрации развития Севера (ивр. המנהלת לפיתוח הצפון‎) в Министерстве развития Негева и Галилеи
В рамках приватизации израильского оборонно-промышленного концерна Israel Military Industries из концерна была выделена оставшаяся в собственности государства компания «Томер» по разработке и производству ракетных двигателей, и при окончательном переходе компании «Томер» к самостоятельной деятельности в 2018 году Дангот был назначен председателем Совета директоров компании. Исполнял эту должность до апреля 2022 года.
В январе 2019 года Дангот стал также Президентом Объединения нефтегазопромышленников Израиля. Также входит в состав экспертов Иерусалимского института стратегии и безопасности (JISS).
В мае 2024 года вошёл в состав консультативной комиссии по проверке условий содержания палестинских боевиков, заключённых под стражу в ходе войны «Железных мечей» в местах лишения свободы, находящихся под ответственностью Армии обороны Израиля. В конце июля 2024 года комиссия передала Начальнику Генштаба Армии обороны Израиля свои выводы, в соответствии с которыми боевиков следовало перевести на содержание в учреждениях Управления тюрем Израиля, а не содержать на не предназначенных для этого военных базах; при этом комиссия постановила, что общие условия содержания боевиков, включая их содержание с завязанными глазами и со связанными руками, были неизбежной и оправданной мерой в сложившихся обстоятельствах.

### Образование и личная жизнь
За время службы Дангот получил степень бакалавра Университета имени Бар-Илана (в области информатики и экономики).
Женат на Орне Дангот, отец четырёх детей. Проживает в Нетании.

## Публикации
- Eitan Dangot, Trump’s Plan: A Bold, New Start for a Changing Region (Эйтан Дангот, «План Трампа: смелый, новый старт для изменяющегося региона»), The MirYam Institute (28.1.20) (Архивная копия от 28 декабря 2023 на Wayback Machine) (англ.)
- Eitan Dangot, Palestinian Islamists Disrupt an Attempted Truce in Gaza (Эйтан Дангот, «Палестинские исламисты сабботируют попытку прекращения огня в Газе»), The Hill (11.3.20) (Архивная копия от 2 февраля 2021 на Wayback Machine) (англ.)
- Eitan Dangot, Coronavirus and the quagmire of the territories (Эйтан Дангот, «Коронавирус и трясина Территорий»), Israel HaYom (17.4.20) (Архивировано 4 декабря 2022 года.) (англ.)
- Eitan Dangot, Between Abraham Accords, Biden, Abbas recalibrates PA’s diplomacy (Эйтан Дангот, «Между Авраамским договором и Байденом Аббас перенастраивает дипломатию Палестинской автономии»), The Jerusalem Post (14.1.21) (Архивная копия от 19 августа 2021 на Wayback Machine) (англ.)
- Eitan Dangot, Mid-East Adversaries: Signaling Conflict, Avoiding War (Эйтан Дангот, «Ближневосточные соперники: сигнализируя конфликт, избегая войны»), The MirYam Institute (15.3.21) (Архивная копия от 19 августа 2021 на Wayback Machine) (англ.)
- Eitan Dangot, Abbas Has Proven Himself to Be a First Class Strategist (Эйтан Дангот, «Аббас доказал, что он первоклассный стратег»), The MirYam Institute (16.3.21)(Архивная копия от 19 августа 2021 на Wayback Machine) (англ.)
- Eitan Dangot, Failure to stop Iran’s terror support might lead to Israel-Hezbollah war (Эйтан Дангот, «Неуспех в усмирении иранской поддержки террора может привести к войне между Израилем и „Хезболлой“»), The Jerusalem Post (21.3.21) (Архивная копия от 19 августа 2021 на Wayback Machine) (англ.)
- Prof. Chuck Freilich, Eitan Dangot, Podcast: Priority Iran: Nuclear Terror or Terror Proxies (Проф. Чак Фрайлих, Эйтан Дангот, «Подкаст: Приоритет на Иран: Ядерный террор или агенты террора»), The MirYam Institute (15.4.21) (Архивная копия от 19 августа 2021 на Wayback Machine) (англ.)
- Eitan Dangot, The Six Day War’s Message for Israel in 2021 (Эйтан Дангот, «Послание Шестидневной войны для Израиля в 2021 году»), The MirYam Institute (10.6.21) (Архивная копия от 19 августа 2021 на Wayback Machine) (англ.)
- Eitan Dangot, Israel must update its policy on Hamas, Gaza (Эйтан Дангот, «Израилю следует обновить свою политику по „Хамасу“ и Газе»), The Jerusalem Post (10.6.22) (Архивная копия от 2 августа 2022 на Wayback Machine) (англ.)
- Eitan Dangot, Can Netanyahu Deter Iran and Make Peace With Saudi Arabia? (Эйтан Дангот, «Может ли Нетаньяху удерживать Иран и заключить мир с Саудовской Аравией?»), The National Interest (3.12.22) (Архивная копия от 3 декабря 2022 на Wayback Machine) (англ.)
- Eitan Dangot, Will Temple Mount Tensions Spark Another Arab-Israeli Crisis? (Эйтан Дангот, «Вспыхнет ли очередной арабо-израильский кризис из-за конфронтации на Храмовой горе?»), The National Interest (13.1.23) (Архивная копия от 6 февраля 2023 на Wayback Machine) (англ.)
- Eitan Dangot, Israel needs a new offensive policy against people who incite terrorism (Эйтан Дангот, «Израилю нужна новая наступательная политика против лиц, подстрекающих к терроризму»), The Jerusalem Post (1.2.23) (Архивная копия от 3 апреля 2023 на Wayback Machine) (англ.)
- Eitan Dangot, The IDF is being dragged into Israel’s political crisis (Эйтан Дангот, «Армию обороны Израиля затягивают в израильский политический кризис»), Jewish News Syndicate (23.3.23) (Архивная копия от 7 июня 2023 на Wayback Machine) (англ.)
- Eitan Dangot, The ring of fire around Israel is tightening (Эйтан Дангот, «Затягивается кольцо огня вокруг Израиля»), Jewish News Syndicate (30.4.23) (Архивная копия от 1 июня 2023 на Wayback Machine) (англ.)
- Eitan Dangot, What Would a US-Saudi-Israeli Deal Look Like, and Could It Lead to a New Israeli Government? (Эйтан Дангот, «Как может выглядеть американско-саудовско-израильская сделка, и может ли это привести к созданию нового правительства в Израиле»), The Algemeiner (16.8.23) (Архивная копия от 17 августа 2023 на Wayback Machine) (англ.)